# Zavidov
Zavidov (en allemand : Seiwedl) est une commune du district de Rakovník, dans la région de Bohême-Centrale, en République tchèque. Sa population s'élevait à 322 habitants en 2020.

## Géographie
Zavidov se trouve à 11 km au sud-ouest de Rakovník et à 59 km à l'ouest de Prague.
La commune est limitée par Řeřichy au nord, par Petrovice à l'est, par Krakov et Všesulov au sud et par Čistá et Václavy à l'ouest.

## Histoire
La première mention écrite de la localité date de 1360.

## Transports
Par la route, Zavidov se trouve à 12 km de Rakovník et à 70 km du centre de Prague.